# Apha subdives
Apha subdives är en fjärilsart som beskrevs av Walker 1855. Apha subdives ingår i släktet Apha och familjen Eupterotidae. Inga underarter finns listade i Catalogue of Life.